# Ваше, Жак
Жак Ваше́ (фр. Jacques Vaché; 7 сентября 1895, Лорьян, Бретань, Лорьян — 6 января 1919, Нант, Атлантическая Луара, Пеи-де-ла-Луар) — французский писатель, художник и карикатурист, дадаист и сюрреалист. Участник Первой мировой войны. Его единственные работы — серия писем, несколько текстов и рисунков. Характер его работ нарочито провокационный и пацифистский и антимилитаристский.
Призванный на фронт во время Первой мировой войны, вернулся раненым и с глубокими шрамами. Оказал сильное влияние на сюрреалистов и, в частности, на Андре Бретона, с которым он познакомился во время своего выздоровления. Вскоре после войны Жак Ваше́ умер от передозировки опиумом в отеле в Нанте в возрасте 23 лет.
Позднее Бретон мифологизировал Ваше́ и считал его предшественником всего движения в своём Манифесте сюрреализма. С 2000-х годов Жак Ваше́ был заново открыт и проанализирован несколькими историками и биографами.

## Биография

### Ранняя жизнь
Жак Ваше́ — выходец из семьи, происходящей из Этре по отцу, мать которого англичанка, и из Нуазей по матери. Его отец, Джеймс Самуэль Ваше́ (James Samuel Vaché), был капитаном артиллерии.
Жак Ваше́ родился 7 сентября 1895 года в Лорьяне, некоторое время жил в Индокитае, где служил его отец. Затем его семья переехала в Нант. Получив образование в Большом лицее Нанта (Grand Lycée de Nantes; ныне Лицей Жоржа Клемансо), Жак Ваше́ проявил литературный талант, начиная с 1913 года. Вместе со своими друзьями Эженом Юбле (Eugène Hublet), Пьером Биссерие (Pierre Bissérié) и Жаном Беллемером (Jean Bellemère; псевдоним Жана Сармана) основал писательскую «группу Саров» («groupe des Sârs»), также известную как «группа Нанта» («groupe de Nantes»). В знак уважения к поэту Полю Верлену, четверо молодых людей опубликовали журнал под названием «En route mauvaise troupe», который вышел всего одним выпуском тиражом в 25 экземпляров. Содержание журнала, стиль текста которого описывали как «подрывной и пацифистский», вызвало шок в лицее. Полемика разгорелась в местных газетах, и о ней даже писали некоторые консервативные парижские газеты, такие как Эхо Парижа. Этот инцидент привёл к исключению Жака из лицея. Несмотря на это, четверо товарищей продолжали свою литературную деятельность, и четыре номера журнала «Canard sauvage» вышли в том же духе.

### Первая мировая война
Мобилизованный в августе 1914 года, Ваше́ был отправлен на фронт и в июне 1915 года включён в состав 19-го пехотного полка, а затем в состав 64-го пехотного полка. Жак был ранен в ноги 25 сентября 1915 года близ коммуны Тахура, вследствие взрыва мешка с гранатами во время второй битвы при Шампани (1915). Был репатриирован в Нант для лечения. В военном госпитале на улице Мари-Анн-дю-Боккаж (будущий лицей Габриель-Гуисту), чтобы скоротать время, он рисовал открытки с изображением «модных» моделей с причудливыми подписями.
Как пацифист и анархист, Жак Ваше́ испытывал отвращение к войне. В своих работах он вспоминает «абсолютное господство грязи», «траншею трупов», похожую на «море экскрементов», где «по вечерам тянутся безлюдные красные сумерки».

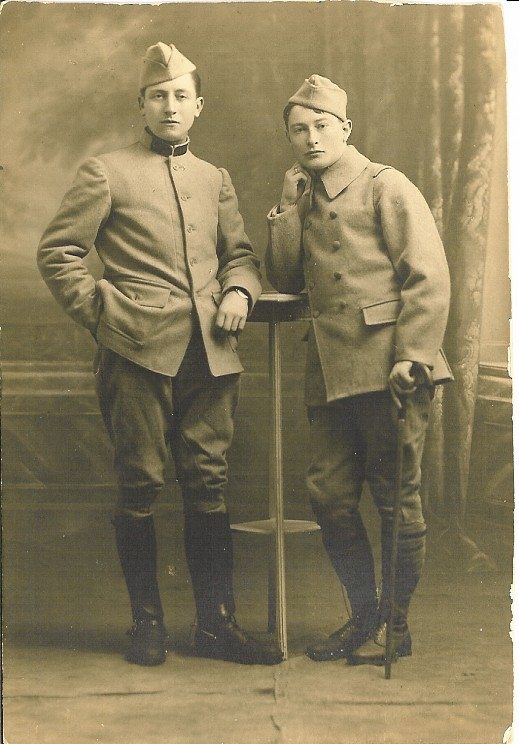
Жак Ваше́ (справа) во Французской армии
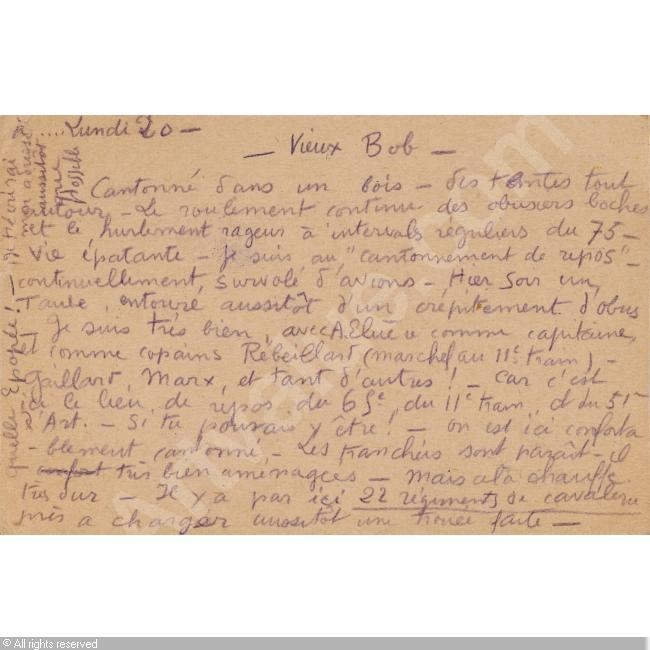
Открытка с войны от Жака Ваше́ своему другу «Старому приятелю Бобу» («Vieux Bob»). (до 1918).

В январе 1916 года Жак Ваше́ познакомился с Андре Бретоном и Теодором Франкелем, которые были назначены стажёрами-медиками в военный госпиталь. Андре Бретон был сразу же очарован мироощущением этого «очень элегантного молодого человека с рыжими волосами», который познакомил его с Альфредом Жарри, выступал против всего «дезертирства в себе» и подчинялся только одному закону — «l'humour (без h)». Несмотря на попытку Ваше́ сделать понятие «umour» явным, Бретон провёл часть своей жизни в поисках определения. На основе своих исследований Бретон составил Антологию чёрного юмора. Франкеля Ваше́ в своих письмах называет «польским народом» («le peuple polonais») и основывает на нём прообраз персонажа Теодора Летцинского в Le Sanglant symbole.
В марте Жака Ваше́ назначают во вспомогательную службу из-за его близорукости. В мае 1916 года Жак Ваше вступил в 81-й пехотный полк (Франция). Позже, поскольку он свободно говорил по-английски, его отправляют на фронт в качестве переводчика для британских войск. Контакт с Андре Бретоном возобновился в октябре с первого письма: «Я хожу от руин к деревням с моим хрустальным моноклем и теорией тревожных картин — я последовательно был коронованным литератором, известным порнографическим рисовальщиком и скандальным художником-кубистом». 27 октября 1916 года его бывший товарищ по «группе Нанта», Эжен Юбле, был убит в битве на Сомме.

### Смерть
6 января 1919 года Жак Ваше́ и его друг, Поль Бонне (Paul Bonnet), были найдены мёртвыми в номере отеля Hôtel de France на площади Граслен в Нанте. На следующий день газета Le Télégramme des provinces de l'Ouest сообщила об этих событиях. В газете сообщалось об обнаружении обнажённых тел двух молодых людей, лежавших на кровати в одном из номеров отеля. Они скончались от поглощения чрезмерной дозы опиума. Третий человек, американский солдат по имени А. К. Войнов (A. K. Woynow), пытался обратиться за помощью, но было уже слишком поздно. Другая нантская газета, Le Populaire, в своём номере от 9 января заявила, что опиум был поставлен Ваше́, и привела показания его отца, который сказал, «что видел глиняный горшок, закрытый и завязанный», который он принял за банку с вареньем.
Газеты не сообщали о присутствии в комнате ещё двух человек: Андре Карона (André Caron), члена «группы Нанта», и человека по имени Майошо (Maillocheau), которые встретились вечером 5 января, чтобы отпраздновать предстоящую демобилизацию. Оказавшись в гостиничном номере, Ваше́ достал фаянсовый горшок с опиумом, который они сделали в виде гранул и проглотили. Майошо, которого не интересовали наркотики, ушёл. Позже Карон, который заболел, вернулся домой. На рассвете 6 января Ваше́ и Поль Бонне разделись, аккуратно сложили одежду, сели на кровать и приняли ещё несколько таблеток опиума. Войнов, который также принял ещё немного опиума, уснул на диване. Проснувшись вечером, он обнаружил, что два его товарища по-прежнему лежат без движения, едва дыша. Войнов выбежал из номера, чтобы найти врача в гостинице.
В августе 1919 года Андре Бретон опубликовал сборник из 15 писем Ваше́, отправленных друзьям-сюрреалистам во время войны, под названием Lettres de guerre.